# Belonium quercinum
Belonium quercinum är en svampart som beskrevs av Velen. 1934. Belonium quercinum ingår i släktet Belonium, ordningen disksvampar, klassen Leotiomycetes, divisionen sporsäcksvampar och riket svampar.   Inga underarter finns listade i Catalogue of Life.